# Стефан Апостолов (политик)
Вижте пояснителната страница за други личности с името Стефан Апостолов.
Стефан Апостолов Апостолов е български бизнесмен и политик, народен представител.

## Биография
Роден е на 28 февруари 1988 година в Благоевград. Син е на кмета на Симитли Апостол Апостолов-Поли. По образование е финансист. Работи като футболен съдия.
На парламентарните избори в България през ноември 2021 година е избран за депутат с листата на ГЕРБ-СДС в 1 МИР Благоевград.